# Inchaden
Inchaden (franska: Inchaden (CR), Inchaden (Commune Rurale), arabiska: بلفاع) är en kommun i Marocko.   Den ligger i provinsen Chtouka-Aït Baha och regionen Souss-Massa, i den centrala delen av landet, 500 km sydväst om huvudstaden Rabat. Antalet invånare är 21 442.